# Port lotniczy Lubeka
Lubeka (Flughafen Lübeck-Blankensee) – port lotniczy położony 8 km na południe od Lubeki. Jest drugim portem lotniczy obsługującym metropolię Hamburg, po porcie lotniczym w Hamburgu. 23 kwietnia 2014 port lotniczy ogłosił bankructwo.

## Liczba pasażerów
| rok  | pasażerów |
| 2015 | 127.000   |
| 2014 | 168.593   |
| ---- | --------- |
| 2013 | 367 252   |
| 2012 | 359 974   |
| 2011 | 344 068   |
| 2010 | 537 835   |
| 2009 | 697 559   |
| 2008 | 544 339   |
| 2007 | 612 858   |
| 2005 | 710 788   |

## Linie lotnicze i połączenia
| Linia Lotnicza | Kierunek                                                                            |
| -------------- | ----------------------------------------------------------------------------------- |
| Lübeck Air     | 1. Bergen 2. Monachium 3. Salzburg Sezonowo: 1. Bastia 2. Berno 3. Menorka 4. Olbia |
| Smartwings     | Sezonowe czartery: 1. Gran Canaria                                                  |
| Sundair        | Sezonowo: 1. Antalya 2. Korfu 3. Heraklion 4. Palma de Mallorca                     |